# الیاس بن صغیر
الیاس بن صغیر (انگلیسی: Eliesse Ben Seghir؛ زادهٔ ۱۶ فوریهٔ ۲۰۰۵) بازیکن فوتبال اهل فرانسه است که در پست هافبک هجومی برای باشگاه فوتبال آاس موناکو در لیگ ۱ فرانسه بازی می‌کند.
وی همچنین در تیم‌های ملی فوتبال زیر ۱۷ سال فرانسه، زیر ۱۸ سال فرانسه، و زیر ۱۹ سال فرانسه بازی کرده‌است.
بن صغیر که اصالتاً مراکشی است در فرانسه متولد شده و برادر بزرگ‌تر او، سلیم بن صغیر، نیز بازیکن فوتبال است.